# Мамурлук у Бангкоку
Мамурлук у Бангкоку (енгл. The Hangover Part II) је филмска комедија из 2011. године, редитеља Тода Филипса. Наставак је филма Мамурлук у Вегасу (2009) и други је филм у истоименом серијалу. Продуценти филма су Даниел Голдберг и Тод Филипс. Сценаристи су Скот Армстронг, Крејг Мазин и Тод Филипс. Глумачку екипу чине Бредли Купер, Ед Хелмс, Зак Галифанакис, Кен Џеонг, Џефри Тамбор, Џастин Барта и Пол Џијамати. Музику је компоновао Кристоф Бек. 
Развој филма је почео у априлу 2009. године, два месеца пре него што је први филм изашао. Главни глумци из претходног филма су се придружили пројекту у марту 2010. године, како би репризирали своје улоге у овом. Продукција је почела у октобру исте године у Онтарију, Калифорнија, пре него што су почели са снимањем на Тајланду. Светска премијера филма је одржана 19. маја 2011. године у Холивуду, док је у америчким биоскопима реализован 26. маја исте године. Зарадио је преко 586 милиона долара широм света и у време приказивања је постао најуспешнија комедија са ознаком R.
Наставак, Мамурлук 3, премијерно је приказан 2013. године.

## Радња
У наставку хит комедије која је оборила све рекорде, Фил, Сту, Алан и Даг путују на егзотични Тајланд на Стуово венчање. После Дагове незаборавне момачке журке у Лас Вегасу, Сту не жели да ризикује и зато заказује бранч пре венчања. Међутим, ствари понекад не иду по плану. Оно што се десило у Вегасу остаје у Вегасу, али оно што се у деси Бангкоку не може ни да се замисли – помислите на мајмуне, тетоваже и повратак господина Чауа! 

## Улоге
| Глумац          | Улога       |
| --------------- | ----------- |
| Бредли Купер    | Фил Веник   |
| Ед Хелмс        | Сту Прајс   |
| Зак Галифанакис | Алан Гарнер |
| Кен Џеонг       | Лесли Чау   |
| Џефри Тамбор    | Сид Гарнер  |
| Џастин Барта    | Даг Билингс |
| Пол Џијамати    | Кингсли     |